# Liste der Bürgermeister von Westland
Dieses ist die Liste der Bürgermeister von Westland in der niederländischen Provinz Südholland seit der Gründung der Gemeinde am 1. Januar 2004.
| Bürgermeister     | Bürgermeister     | Partei | Partei | Amtszeit  | Anmerkungen   |
| ----------------- | ----------------- | ------ | ------ | --------- | ------------- |
|                   | Rein Welschen     |        | PvdA   | 2004      | kommissarisch |
| Sjaak van der Tak | Sjaak van der Tak |        | CDA    | 2004–2017 |               |
| Agnes van Ardenne | Agnes van Ardenne |        | CDA    | seit 2017 | kommissarisch |